# Bauhaus

Het Bauhaus-symbool

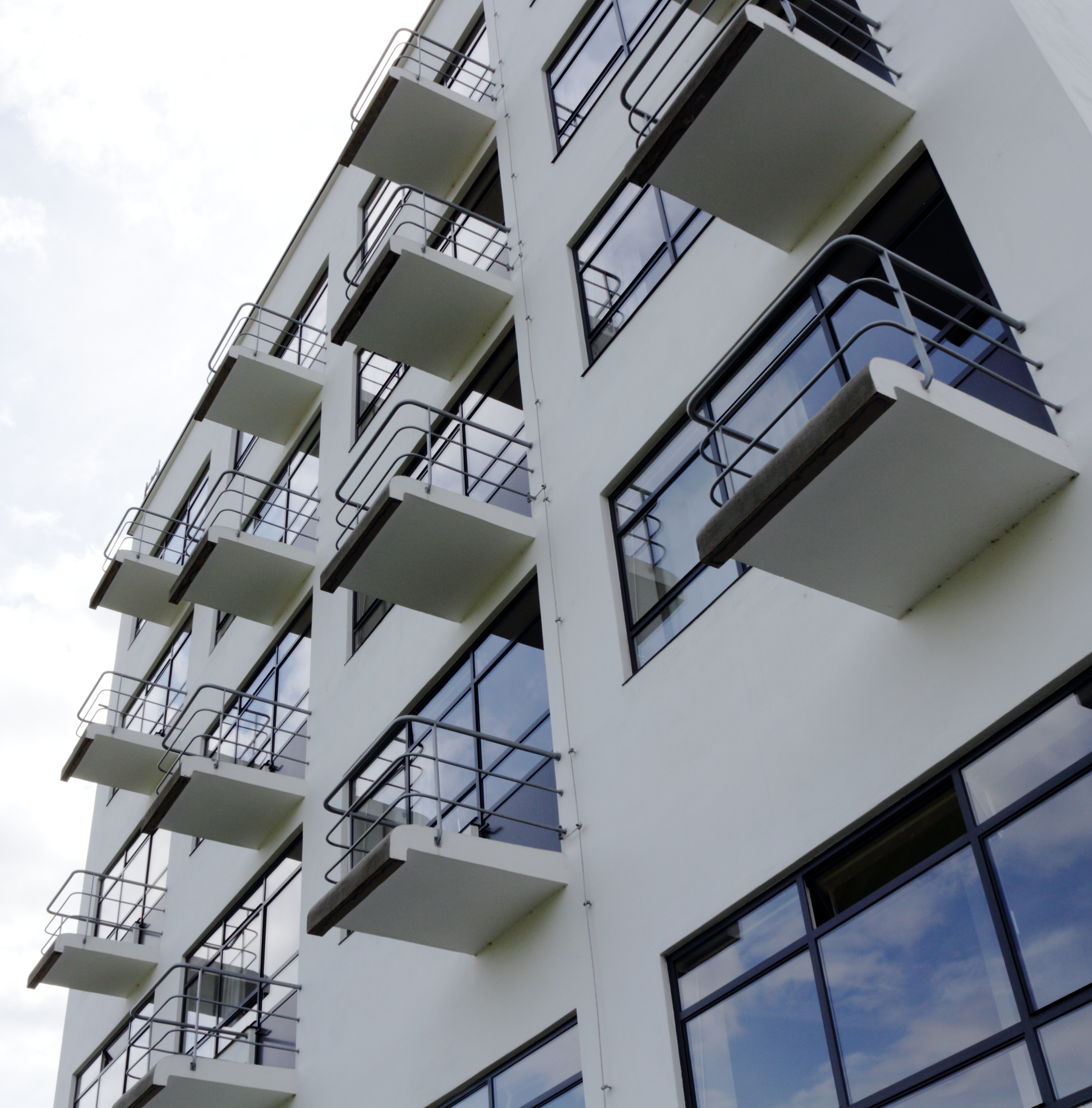
Ateliergebäude in Dessau

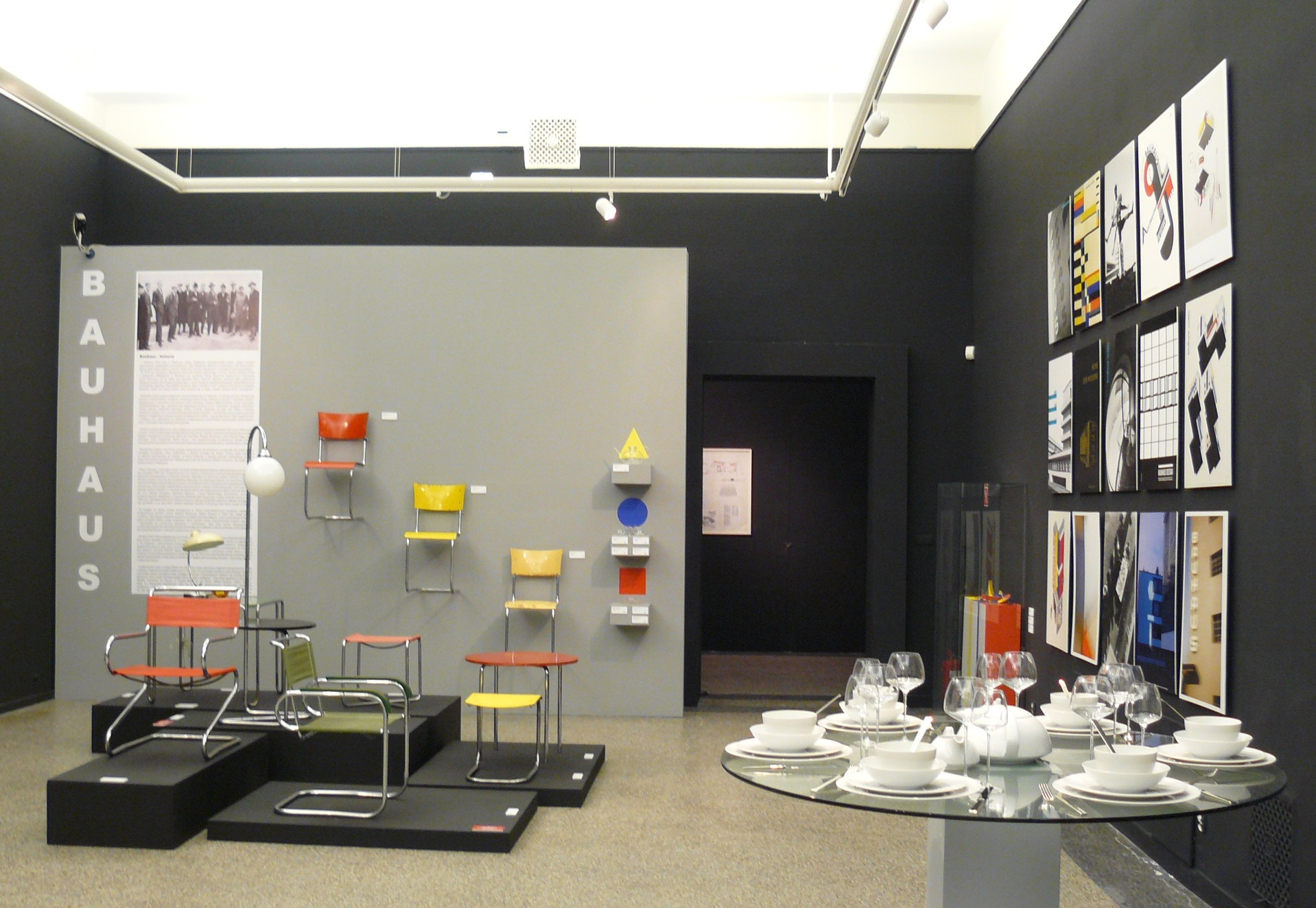
Bauhaus expositie in Poznan

Het Bauhaus was een opleiding voor beeldend kunstenaars, ambachtslieden en architecten die van 1919 tot 1933 eerst te Weimar later te Dessau en daarna nog een halfjaar in Berlijn gevestigd was.

## Geschiedenis
De Belgische architect-schilder Henry Van de Velde had bij zijn afscheid als directeur van de Großherzoglich-Sächsische Hochschule für Bildende Kunst te Weimar in 1915 de Duitse architect Walter Gropius voorgedragen als zijn opvolger.
In 1919 liet Gropius zijn school, samen met de Großherzoglich-Sächsische Kunstgewerbeschule opgaan in het nieuwe Staatliches Bauhaus Weimar. Zijn zowel theoretisch als praktisch toegepaste programma was een synthese van plastische kunsten, ambachtelijke techniek en industrie.

De inspiratie op vlak van ambachtelijke techniek was afkomstig van de Engelse Arts-and-Crafts-beweging. In het manifest "An alle Künstler aller Länder" uit 1919 schreef Walter Gropius: 
Architecten, beeldhouwers en schilders, wij moeten allen terug naar het handwerk! Want er bestaat geen ‘beroepskunst’. Tussen de kunstenaar en de handwerksman bestaat geen wezenlijk verschil. De kunstenaar is een handwerksman die zichzelf overtreft. […] Geen enkele kunstenaar kan echter buiten de basis van het handwerk. Dat is de oorsprong van het artistieke proces. 
Vooral onder invloed van de Nederlandse kunstenaar Theo van Doesburg, die samen met Piet Mondriaan in 1917 de kunstbeweging De Stijl had opgericht, evolueerde Bauhaus van het expressionisme naar het modernisme. Die invloed was waarschijnlijk van doorslaggevende betekenis.
Gropius stond vrouwen niet toe om architectuur te studeren aan het Bauhaus, in strijd met de wetten van de Weimarrepubliek, die gelijke kansen in het onderwijs voor mannen en vrouwen ingesteld had, en de beloften van gelijkheid waarmee de school werd gepromoot. Vrouwen mochten echter wel deelnemen aan textiel- of pottenbakkersworkshops.

### Onderwijs
Gropius' studenten ontwierpen er efficiënte, elegante meubelstukken en gebruiksvoorwerpen. Strak van lijn, eenvoudig van vorm, zeer functioneel. De opklapbare meubels, bedoeld voor een nogal klein uitgevallen arbeiderswoning, of de vrijgezellenkast op wieltjes die je aan twee kanten kan openen, vielen op in het gamma. Multifunctionaliteit leek heruitgevonden door Bauhaus.
De Zwitserse schilder Johannes Itten gaf er een spraakmakende Vorlehre-cursus, bedoeld tot het stimuleren van de zelfwerkzaamheid. Na Itten, in 1923, kregen Paul Klee en László Moholy-Nagy die taak toegewezen. Andere vooraanstaande Duitse kunstenaars als Lyonel Feininger, Georg Muche, Oskar Schlemmer en de Russisch-Franse Wassily Kandinsky maakten deel uit van het lerarenkorps.
Bauhaus is zowel een kunstenaarsschool, een pedagogisch project als de wieg voor het Bauhaus-ontwerp. De kunstenaarsschool evolueerde van een academie voor kunst & architectuur tot een cultuurbegrip. De nieuwe gebouwen in Dessau, zelf ontworpen door Gropius toen het Bauhaus Weimar in 1925 moest verlaten, zijn even spectaculaire voorbeelden van moderne architectuur als het project van de nieuwe arbeiderswijk in Dessau.
In de school werd les gegeven op een manier die nooit eerder was vertoond. De studenten dienden hun eigen creativiteit te exploreren, door te werken met de meest uiteenlopende materialen. Er werd bewust en gedreven gezocht naar een architectuur die maatschappelijke impact heeft.
Vele docenten en studenten geloven dat een betere architectuur en woonomgeving mensen beter laat worden, en uiteindelijk mede leiden tot een veranderde (volgens Bauhaus dus betere) wereld. Zodra mensen in luchtige, zonnige ruimtes kunnen wonen, in simpele woonblokken zonder enige versiering, zouden ze als vanzelf anders gaan leven, meer solidair en gelukkig.

### Verhuizing naar Dessau
In 1924 won een rechtse coalitie de verkiezingen in Thüringen na een felle campagne tegen alles wat links was, ook Bauhaus. De nieuwe staatsregering kondigde het ontslag aan van directeur Gropius en een halvering van het budget. In 1925 verhuisde het Bauhaus daarom naar Dessau in het links gebleven Anhalt, op uitnodiging van het stadsbestuur. Daar bouwde men een nieuw complex, een soort molenwiekpatroon van verschillende gebouwen. Er was een gebouw voor lessen, een gebouw voor de studenten, een gecombineerd gebouw voor auditorium en restaurant, een atelier en een bruggebouw waarin zich de administratie bevond en de kantoren van Walter Gropius en zijn architectenbureau.
De verhuizing betekende ook een samengaan van de kunstopleiding met de al bestaande 'Kunstgewerbe- und Handwerkerschule Dessau', wat de school een belangrijke financiële basis zou bezorgen. De fusie liep parallel met een verschuiving van een accent op het ontwerpen van unieke objecten naar het ontwerpen van voorwerpen die industrieel gefabriceerd konden worden.
Het stadsbestuur had een praktische reden voor de uitnodiging aan Gropius: de grote woningnood en beperkte middelen dwongen een goedkope oplossing te zoeken voor het onderdak van de arbeiders en beambten van de Junkers fabrieken. Met toepassing van modulaire ontwerpen en industriële technieken wist Gropius een complete wijk te bouwen (Dessau–Törten). De studenten waren daarbij volop actief, geheel in stijl met de Bauhaus-filosofie.
Opvallend is wel de vermenging van Gropius' privé-activiteiten als architect met zijn directeurschap van het Bauhaus. In contrast werd pas later een architectuuropleiding opgenomen in het Bauhaus programma, waarvoor Hannes Meyer werd aangetrokken.
De eigen uitgave van de Bauhausbücher met geschriften van onder andere Piet Mondriaan, Theo van Doesburg, Wassily Kandinsky, Paul Klee, Kasimir Malevitch en Gropius zelf droeg uiteraard bij tot de bekendheid van het Bauhaus.
In 1928 verliet de stichter Gropius het Bauhaus en werd hij opgevolgd door Hannes Meyer, die in 1930 op zijn beurt werd opgevolgd door Ludwig Mies van der Rohe.

### Verhuizing naar Berlijn en sluiting
Het Duitse nationaalsocialisme wilde van het progressieve, als "bolsjewistisch" gebrandmerkte Bauhaus af en dwong het in 1932 naar Berlijn te verhuizen. Nauwelijks een jaar later werd het na de nazi-machtsovername gesloten door Mies van der Rohe die niet langer wilde toegeven aan politieke eisen van de nieuwe machthebbers, zoals de verwijdering van Joodse en buitenlandse docenten.
Zowel leraren als leerlingen verspreidden zich na 1933 over de westerse wereld en vooral in de Verenigde Staten propageerden onder anderen Walter Gropius, Ludwig Mies van der Rohe, Joseph Albers, Moholy-Nagy en Marcel Breuer verder de ideeën van het Bauhaus o.a. aan het Black Mountain College te North Carolina. Na de Tweede Wereldoorlog — in 1950 — probeerde in West-Duitsland oud-Bauhaus-student Max Bill het Bauhaus voort te zetten door de Hochschule für Gestaltung in Ulm op te richten. Deze school werd echter al in 1968 opgeheven.
In Berlijn bevindt zich sinds 1979 het Bauhaus-Archiv, een museum over het Bauhaus. In Weimar bevindt zich het Bauhausmuseum.

## Werelderfgoed
De Bauhauslocaties in Weimar en Dessau staan sinds 1996 op de werelderfgoedlijst van UNESCO als Bauhaus en zijn sites in Weimar, Dessau en Bernau. De toekenning gebeurde op basis van de cultuurcriteria ii, iv en vi. In 2017 werd het erfgoed uitgebreid met enkele gebouwen in Dessau en Bernau (Bundesschule des Allgemeinen Deutschen Gewerkschaftsbundes).

## Bauhaus-docenten
| - Anni Albers - Josef Albers (1920-1933; hoofd glas- en meubelatelier) - Herbert Bayer (hoofd typografie en reclamevormgeving 1925-1928) - Marianne Brandt (hoofd metaalbewerking 1928-1929) - Marcel Breuer - Lux Feininger - Lyonel Feininger (Formmeister 1919-1933) - Walter Gropius (directeur 1919-1928) - George Grosz - Johannes Itten (Formmeister 1919-1923) - Wassily Kandinsky (1922-1933) - Paul Klee (1920-1933) | - Gerhard Marcks (Formmeister 1919-1925) - Hannes Meyer (hoofd architectuuropleiding 1927-1928, directeur 1928-1929) - Ludwig Mies van der Rohe (directeur 1930-1933) - László Moholy-Nagy - Hajo Rose - Hinnerk Scheper - Oskar Schlemmer - Joost Schmidt - Mart Stam - Gunta Stölzl (hoofd weverij 1927-1931) - Carlo Visser - Wilhelm Wagenfeld (hoofd metaalbewerking 1928-1930) |

## Bekende Bauhaus-studenten
De Bauhaus-studenten werden ook Bauhäusler genoemd.
- Max Bill (1927-1929)
- Marguérite Wildenhain-Friedländer (keramiekstudente 1919-1925)
- Werner Graeff
- Kitty van der Mijll Dekker
- Lisbeth Oestreicher, textielontwerper

## Verwante designstromingen en stijlen
Bauhaus design is gerelateerd aan onder andere de volgende designstromingen en -stijlen:
- Modernisme
- De Stijl
- Constructivisme
- Functionalisme